# Tutti per uno (film 1964)
Tutti per uno (A Hard Day's Night) è un film del 1964 diretto da Richard Lester.
Il film, prodotto dalla United Artists e distribuito nelle sale cinematografiche britanniche nel luglio del 1964, servì da traino per lanciare l'omonimo album A Hard Day's Night, pubblicato pochi giorni dopo l'uscita della pellicola nelle sale cinematografiche. Fotografato in bianco e nero da Gilbert Taylor, mette in risalto la nascente passione dei fan per quello che è considerato il maggior fenomeno musicale del XX secolo.

## Trama
È un film prettamente iconografico costruito intorno al clamoroso successo che i Beatles ebbero fin dal loro esordio: in esso i quattro musicisti di Liverpool vengono seguiti in una serie di esilaranti avventure che fanno da contorno ad una loro esibizione. Durante la loro breve permanenza a Londra per un concerto televisivo sono tormentati continuamente dal nonno di Paul, un anziano signore brillante e scherzoso, che spesso compare nei momenti meno opportuni e addirittura riesce ad allontanare Ringo proprio poche ore prima del concerto. Gli altri tre, John, Paul e George, lo cercano per le strade di Londra e riescono a riportarlo in tempo sul palco per l'esibizione.

## Produzione
Il titolo originale di lavorazione era Beatlemania, quello definitivo - A Hard Day's Night - fu suggerito da Ringo Starr al termine di una dura giornata di lavoro;
Il chitarrista Jimmy Page partecipò in qualità di turnista per la colonna sonora del film. Lo si può sentire suonare la chitarra per pochi secondi nella scena in cui Ringo accende una radiolina sul treno prima che un passeggero gliela spenga infastidito. Page suonò anche la chitarra ritmica nel brano Ringo's Theme, versione strumentale riarraggianta da George Martin di This Boy che si può sentire nella scena in cui Ringo girovaga sconsolato per Londra.
Il cantante e batterista dei Genesis Phil Collins, all'epoca ancora adolescente, appare per pochi attimi fra il pubblico del teatro che assiste al concerto.
Nonostante facesse il 'nonno' di Paul, l'attore irlandese Wilfrid Brambell aveva solo 52 anni.

## Distribuzione
Sul mercato italiano fu distribuito in versione doppiata.

## Proiezione per il cast
Il 6 luglio 2004, in occasione del quarantesimo anniversario della prima mondiale, una proiezione privata riservata agli attori del cast e alla troupe che partecipò alle riprese del film si è tenuta a Londra per iniziativa del produttore Martin Lewis. A tale proiezione hanno partecipato, fra gli altri, Paul McCartney e gli attori Victor Spinetti, John Junkin e David Janson. In un'intervista ai media McCartney ha rivelato che dall'epoca della prima avvenuta nel 1964 non aveva mai avuto modo di rivedere il film sul grande schermo, ma di essersi limitato a rivederlo in televisione.

## Canzoni presenti nel film
- A Hard Day's Night
- I Should Have Known Better
- I Wanna Be Your Man
- Don't Bother Me (Harrison)
- All My Loving
- If I Fell, presente in due scene diverse
- Can't Buy Me Love
- And I Love Her
- I'm Happy Just to Dance with You
- This Boy, in arrangiamento strumentale
- Tell Me Why
- She Loves You

## Riconoscimenti
Nel 1999 il British Film Institute l'ha inserito all'88º posto della lista dei migliori cento film britannici del XX secolo.